# Lindmania piresii
Espèce
Classification phylogénétique
Lindmania piresii est une espèce de plante de la famille des Bromeliaceae, endémique du Brésil.